# 1935年环西自行车赛
1935年环西自行车赛是首届环西自行车赛。比赛于4月29日至5月15日举行。
共有50位骑手参加比赛。
共有22名骑手完成4个阶段的比赛。Gustaaf Deloor获得General classification排名第一。